# Steam Wheel Tank
Hivatalos angol nevén a Steam Wheel Tank az amerikai hadsereg részére elsők között gyártott harckocsi, melyet a szakirodalomban más néven is említhetnek, mint 3 Wheeled Steam Tank, Holt Steam Tank vagy Holt 150 Ton Field Monitor.

## Története
A Steam Wheel Tank magyarul „Gőzhenger Tank” egy a tankgyártás kezdeti éveiben a mezőgazdasági gépgyártó „Holt Manufacturing Company”, mai ismertebb nevén a Caterpillar Inc. által 1916-17-től fejlesztett modell. Ez volt a 3. megépített tank az Amerikai Hadsereg részére, melynek fejlesztése 1918-ban fejeződött be. A tank megalkotói a korai nagykerekű "szárazföldi hajót" formázó koncepciót követték, mely az angol konstruktőrök 1915-től és a németek, pedig 1917-től követtek.

## Kinézete, meghajtása és fegyverzete
Két hatalmas két métert meghaladó átmérőjű kereke volt, majd egy méter széles futófelülettel az alapfelépítmény első részén. A kerekek több lapból hengerelt acélból készültek az akkor használatos mezőgazdasági gépekhez gyártottakhoz hasonlóan. A felfüggesztésen keresztül a hátsó kerék biztosította a kormányozhatóságot. Az első kerekeket egyéni erőátviteli rendszer segítségével hajtották meg a 2 x Doble Steam 2 hengeres motorral.
A harcjármű legerősebb fegyverét az alapfelépítmény elejének alsó felére felszerelt 75 mm-es ágyútarack adta. Rendelkezett még kettő 12,7 mm-es Browning típusú géppuskával is, melyet a páncélfelépítménybe építettek be. A szakirodalom 150 tonnásnak is nevezi azonban az igazság az, hogy súlya 17 tonna körüli volt. Nem tudni a nagyobb tömegű említés okát, lehet akár véletlenszerű elírás vagy az ellenség megtévesztése is. Szegecselt technológiával készült és páncélvastagsága 6–15 mm-es vastagság között mozgott.

## Rövid pályafutása
Az első prototípusát 1918. februárban fejezték be és március és május között gyakorlópályán tesztelték. Jelentések alapján, a próbákon rövidtáv megtétele után elakadt az amúgy sem szélsebesre tervezett harcjármű, ezért ez a végét jelentette a további fejlesztésének. Harci alkalmazásáról nincs említés.

## Fordítás
- Ez a szócikk részben vagy egészben  a   Steam Wheel Tank című angol Wikipédia-szócikk ezen változatának fordításán alapul.  Az eredeti cikk szerkesztőit annak laptörténete sorolja fel. Ez a jelzés csupán a megfogalmazás eredetét és a szerzői jogokat jelzi, nem szolgál a cikkben szereplő információk forrásmegjelöléseként.

## Külső hivatkozások
- Havy Tanks - Nehéz Tankok (angol nyelven). mailer.fsu.edu. [2014. augusztus 16-i dátummal az eredetiből archiválva]. (Hozzáférés: 2010. december 12.)
- Tim Rigsby: The Steam Wheel Tank (angol nyelven). landships.freeservers.com. (Hozzáférés: 2010. december 12.)